# 那須郡

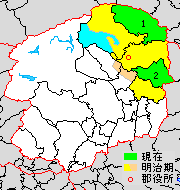
栃木県那須郡の範囲（1.那須町 2.那珂川町 黄：明治期 水色：後に他郡から編入した区域 薄黄：後に他郡に編入された区域）

- 令制国一覧 > 東山道 > 下野国 > 那須郡
- 日本 > 関東地方 > 栃木県 > 那須郡

那須郡（なすぐん）は、栃木県（下野国）の郡。
人口36,306人、面積565.12km²、人口密度64.2人/km²。（2025年2月1日、推計人口）
以下の2町を含む。
- 那須町（なすまち）
- 那珂川町（なかがわまち）

## 郡域
上記の2町のほか、1878年（明治11年）に行政区画として発足した当時の郡域は、現在の行政区画では概ね以下の区域に相当する。
- 大田原市
- 矢板市（沢、豊田、成田）
- 那須塩原市（三区町、四区町、上赤田、北赤田、井口、笹沼、無栗屋、洞島、高林、木綿畑、湯宮以東）
- さくら市（下河戸、穂積、上河戸、南和田、金枝、鹿子畑）
- 那須烏山市

矢板市、さくら市の地域は後に塩谷郡に編入されている。その他にも塩谷郡との境界変更が行われている。

## 古代
- 景行天皇の時代～7世紀末 ⋯⋯ 那須郡一帯にあたる地域は那須国造の支配する那須国であった。
- 7世紀末～大宝律令制定以前 ⋯⋯ 奈須評もしくは那須評と表記していた。

### 評督
那須国造を務めていた飛鳥時代の豪族の那須韋提は那須国造碑によると永昌元年己丑（持統天皇3年、689年）4月に那須評（7世紀末～大宝律令制定以前の那須郡の称）の評督になったという。

### 郡衙

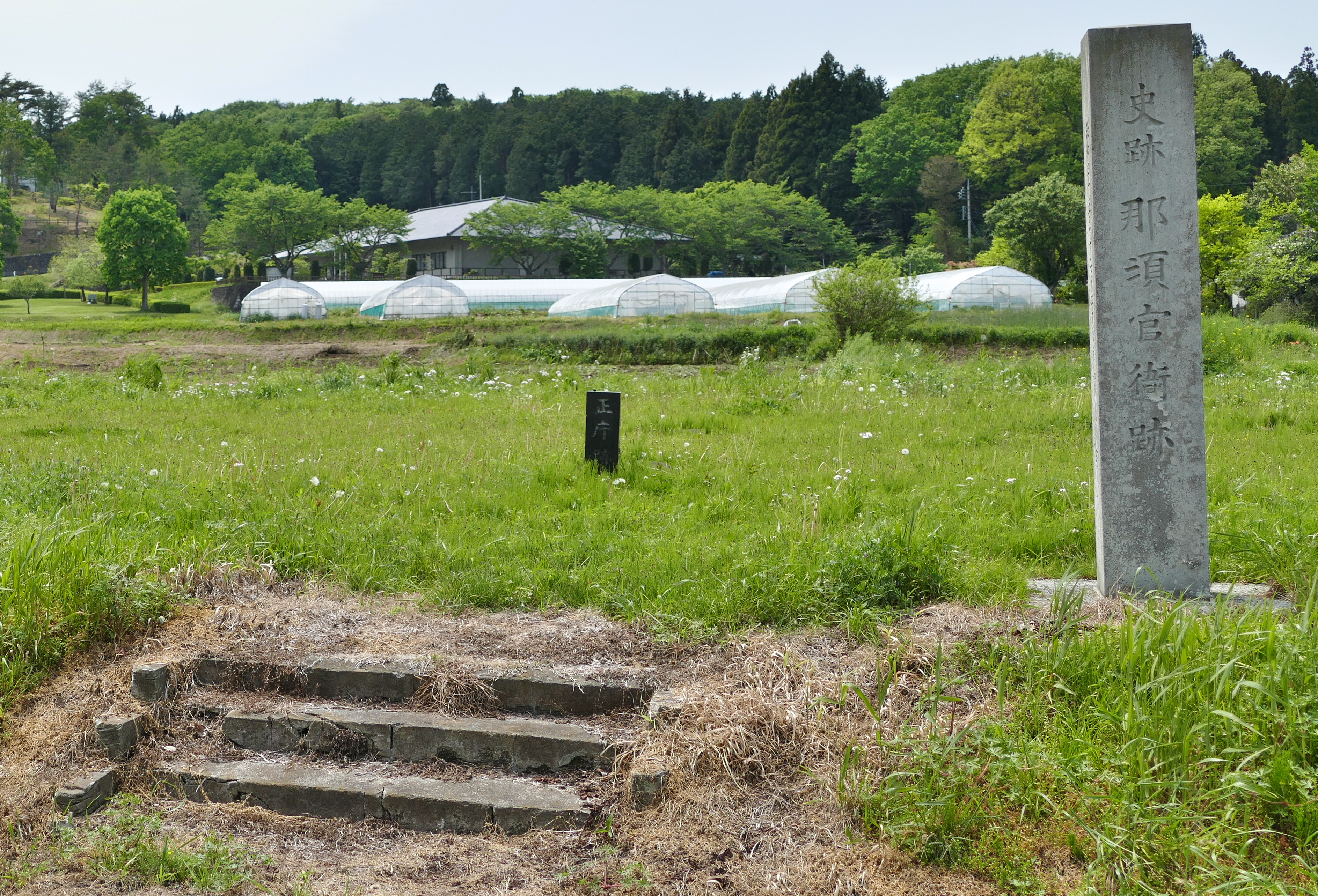
那須官衙遺跡（奧は栃木県立 那珂川町なす風土記の丘資料館）

8～10世紀の那須郡の郡衙跡は、那珂川町小川の梅曽にある那須官衙遺跡（なすかんがいせき）（北緯36度46分52秒 東経140度06分35秒 / 北緯36.78113347度 東経140.10971512度）であると考えられている。
この遺跡は那珂川と箒川の合流地点の近くの、箒川の形成した段丘上に位置する。
昭和の初期より古瓦が散布することから寺院跡だと考えられ梅曽廃寺と呼ばれていたが、発掘により郡衙跡であることが分かった。1976年（昭和51年）に国の史跡に指定された。
郡衙は南北200m、東西400～600mほどの範囲にあり、その中を溝で西・中央・東さらに南東の4ブロックに分けている。西ブロックは幅4m、深さ1mの大溝によって囲われた1辺約200mの不正方形で、倉庫と考えられる総柱式の掘立建物が多数見つかっていることから倉院と考えられている。中央・東ブロックは宅地になっている。中央ブロックからは礎石立ちの倉庫と考えられる建物が2棟検出されている。東ブロックは実務を行う場所（事務官衙）であったと推定される。またこれらの南方には館や厨家があったと思われるが、このうちの館に関連する施設は南東ブロックにあったと考えられる。
所有者（管理者）は那珂川町 他である。

### 郡寺
那須郡の郡寺は上記那須官衙遺跡の北方、那須郡那珂川町浄法寺下坪に位置する浄法寺廃寺（北緯36度47分12秒 東経140度06分33秒 / 北緯36.786750度 東経140.109111度）であると考えられている。この遺跡は7世紀中葉ごろに創建された寺院の跡で、那須官衙遺跡と同じく箒川右岸の台地上に位置する。

### 式内社
『延喜式』神名帳に記される郡内の式内社。
| 神名帳             | 神名帳       | 神名帳 | 神名帳 | 比定社 | 比定社 | 比定社 | 集成 |
| 社名               | 読み         | 格     | 付記   | 社名   | 所在地 | 備考   | 集成 |
| ------------------ | ------------ | ------ | ------ | ------ | ------ | ------ | ---- |
| 那須郡 3座（並小） |              |        |        |        |        |        |      |
| 健武山神社         | タケムヤマノ | 小     |        |        |        |        |      |
| 温泉神社           | ユノ-        | 小     |        |        |        |        |      |
| 三和神社           | ミワノ       | 小     |        |        |        |        |      |
| 凡例を表示         |              |        |        |        |        |        |      |

## 中世以降

### 中世・江戸時代
この時代、郡内に本拠を置く領主達（交代寄合）は那須衆と総称されていた。

### 近代以降の沿革
- 「旧高旧領取調帳」に記載されている明治初年時点での支配は以下の通り。幕府領は真岡代官所が管轄。●は村内に寺社領が、○は寺社除地（領主から年貢免除の特権を与えられた土地）が存在。（4町294村）

| 知行         | 知行           | 村数     | 村名 |
| ------------ | -------------- | -------- | --- |
| 幕府領       | 幕府領         | 46村     | 片府田村、大神村、三斗内村／鷹巣村（三斗内村のうち）、中居村／八木沢村、練貫村、市野沢村、鹿畑村、三本木村、木曽畑中村、下大塚新田村、東沓掛村、西沓掛村、大原間村、山中新田、唐杉村、前弥六村、沼野田和村、東小屋村、北弥六村、上厚崎村、下厚崎村、長島新田（下厚崎村のうち）、上大塚新田、高柳村、木綿畑村、湯宮村、鴫内村、百村、油井村、細竹村、亀山村（現那須塩原市）、岩崎村（現那須塩原市）、金枝村、沼畑村、大沢村（現那珂川町）、小郷野村、一本木村、高畑村、大滑村、浄法寺村、●雲厳寺村、下滝村、両郷村、鍋掛村、黒磯村、伊王野村 |
| 幕府領       | 旗本領         | 3町 68村 | 曲畑村、福岡村、沢村、稗田村、倉骨村、上蛭田村、下蛭田村、蛭畑村、三色手村、青木若目田村、岡和久村、宇田川村、小種島村、佐久山町、藤沢村、平沢村、滝沢村、下河戸村、河戸新田、上沼村、滝野沢村、上河戸村、薄葉村、桜井村、奥沢村、大和久村（現大田原市）、苅切村、星久田村（詳細不明）、川下村、赤瀬村、平林村、荻野目村、上奥沢村、奥沢新田村、小滝村、堀米村、乙連沢村、久保村、宇井村、東原村、岩子村、小河原村、曲田村、森田町、万行村、小鍋村、田野倉村、深作村、小白井村、佐良土村、薬利村、恩田村、矢倉村、山田村、上滝村、大久保村（現大田原市亀久）、入亀山村、小船渡村、漆塚村／落合村（現那須町。漆塚村のうち）、芦野町、大畑村／沓石村、湯舟村、大ヶ谷村、中梓村／下梓村／東吉野目村（吉野目村のうち）、唐木田村／丸作村、芋淵村、塩阿久津村／大久保村／西吉野目村（吉野目村のうち） |
| 幕府領       | 幕府領・旗本領 | 13村     | 成田村、和田村（現さくら市）、新宿村、福原村、高瀬村、藤田村、西戸田村、塙村、鹿子畑村、船沢村、苅田村、湯津上村、寺内村 |
| 藩領         | 下野大田原藩   | 62村     | 八ヶ代村、鴻野山村、上石上村、下石上村、西戸野内村、大田原南町村／大田原北町村、沼野袋村、石林村、今泉村、河原向新田村、戸ノ内村、五輪塚村、原町村、南郷屋村、岡村、船山村、寺方村、松原村、竹野内村、吉際村、荒井村、町島村、中田原村、七軒町村、富山村（現那須塩原市）、島村、方京村、笹沼村、和田村（現那須塩原市）、箕輪村、袋島村、上中野村、下中野村／東荻野目村、波立村、塩野崎村、無栗屋村、洞島村、上郷屋村、鹿ノ崎村、中内村、槻沢村、東関根村、関根村、東遅沢村、西遅沢村／中野内村（現那須塩原市）、上井口村、下井口村、赤坂村、高林村、赤淵村、箭坪村、小塙村、入江野村、大金村／中ノ内村（現那須烏山市）、狐島村、狭原村、小結村、鳥ノ目村 |
| 藩領         | 下野黒羽藩     | 52村     | 板室村、落合村（現那須烏山市）、須賀川村、須佐木村、川上村、南方村、亀山村（現大田原市）、檜木沢村、北金丸村、南金丸村、大豆田村、蜂巣村、余瀬村、湯殿村、八塩村、阿久津村、堀之内村、前田村、大輪村、石井沢村、野上村（現大田原市）、木佐美村、寺宿村、大久保村（現大田原市大久保）、久野又村、中之内村（現大田原市）、河原村、川田村、沼井村、稲沢村、越堀村、杉渡戸村、寒井村、野間村、樋沢村、羽田村、大島村、寺子村、高久村、湯本村、梁瀬村、向宿村、大和須村、蓑沢村、岩崎村（現那須町）、横岡村、寄居村、綱子村、逃室村、西寄居村、松室村、夕狩村 |
| 藩領         | 下野烏山藩     | 1町 33村 | 烏山城下、大和久村（現那須烏山市）、小倉村、中井上村、月次村、新熊田村、熊田村、神長村、○滝村（現那須烏山市）、野上村（現那須烏山市）、向田村（現那須烏山市）、○宮原村、○酒主村、滝田村、八ヶ平村、中山村、谷浅見村、大桶村、白久村、高岡村、谷田村、吉田村、三輪村、東戸田村、片平村、志鳥村、○下境村、上境村、小原沢村、興野村、大沢村（現那須烏山市）、横枕村、大木須村、小木須村 |
| 藩領         | 常陸水戸藩     | 17村     | ○富山村（現那珂川町）、○松野村、久那瀬村、●○矢又村、●○馬頭村、○健武村、○和見村、○向田村（現那珂川町）、三河又新田、大内村、大那地村、○谷川村、○盛泉村、小口村、○小砂村、大山田上郷、○大山田下郷 |
| 幕府領・藩領 | 旗本領・烏山藩 | 3村      | 上川井村、下川井村、小川村 |

- 幕末 - 下大塚新田村が廃村。（4町293村）
- 慶応4年6月4日（1868年7月23日） - 佐賀藩士の鍋島道太郎が真岡知県事に就任。幕府領・旗本領を管轄。
- 明治初年（4町284村）
  - 万行村・小鍋村が合併して十一人前村となる。
  - 綱子村・逃室村・西寄居村・松室村・夕狩村が合併して豊原村となる。
  - 河戸新田が下河戸村に編入。
  - 奥沢新田村が上奥沢村に編入。
  - 久保村が乙連沢村に編入。
  - 中野内村（現那須塩原市）が西遅沼村に編入。
  - このころ東泉村の一部（寺社領）が日光県の管轄となる。
- 明治2年2月15日（1869年3月27日） - 真岡知県事が日光県に改称。
- 明治4年（4町1宿282村）
  - 大田原南町村・大田原北町村が合併して大田原宿となる。
  - 7月14日（1871年8月29日） - 廃藩置県により藩領が大田原県、黒羽県、烏山県、水戸県の管轄となる。
  - 11月14日（1871年12月25日） 第1次府県統合により全域が宇都宮県の管轄となる。
- 1873年（明治6年）（4町1宿281村）
  - 6月15日 - 宇都宮県が栃木県に合併。
  - 中ノ内村（現那須烏山市）が大金村に編入。
- 1874年（明治7年）（4町1宿268村）
  - 三斗内村・西戸野内村が合併して実取村となる。
  - 下滝村・上滝村が合併して滝村（現大田原市）となる。
  - 中居村・八木沢村が合併して親園村となる。
  - 上蛭田村・下蛭田村が合併して蛭田村となる。
  - 中梓村・下梓村・吉野目村が合併して梓村となる。
  - 西戸田村・塙村・入江野村が合併して三箇村となる。
  - 沓石村が大畑村に、狐島村が湯津上村に、中井上村・新熊田村が熊田村に、八ヶ平村が中山村にそれぞれ編入。
  - 大和久村（現那須烏山市）が南大和久村に改称。
- 1875年（明治8年）（4町1宿246村）
  - 東沓掛村・西沓掛村が合併して沓掛村となる。
  - 青木若目田村・岡和久村・滝野沢村が合併して滝岡村となる。
  - 塩阿久津村・大久保村（現那須町）が合併して富岡村となる。
  - 島村・方京村が合併して島方村となる。
  - 上井口村・下井口村が合併して井口村となる。
  - 烏山城下・酒主村が合併して烏山町となる。
  - 桜井村・堀米村が小滝村に、川下村・平林村・沼野袋村が大田原宿に、湯舟村・大ヶ谷村・唐木田村・丸作村が芦野村に、河原向新田村が今泉村に、袋島村・東荻野目村が下中野村にそれぞれ編入。
  - 原町村が五輪塚村を編入ののち大田原宿に編入。
  - このころ七軒町村が大田原宿に編入。
- 1876年（明治9年）（6町1宿222村）
  - 沼畑村・小郷野村・一本木村・高畑村・大滑村・船沢村が合併して穂積村となる。
  - 大沢村（現那珂川町）・苅田村が合併して芳井村となる。
  - 三色手村・小種島村・上沼村が合併して花園村となる。
  - 十一人前村・深作村が合併して大里村となる。
  - 山田村・亀山村（現大田原市）・湯殿村が合併して片田村となる。
  - 大久保村（現大田原市亀久）・入亀山村が合併して亀久村となる。
  - 芋淵村・向宿村が合併して睦家村となる。
  - 船山村・寺方村・松原村・竹野内村・吉際村が合併して富池村となる。
  - 寺内村が滝村（現大田原市）に、赤坂村が高林村に、赤淵村が細竹村に、杉渡戸村が越堀村に、樋沢村が鍋掛村にそれぞれ編入。
  - 稗田村が豊田村に、阿久津村が黒羽田町に、石井沢村が黒羽向町にそれぞれ改称。
- 1878年（明治11年）11月8日 - 郡区町村編制法の栃木県での施行により、行政区画としての那須郡が発足。郡役所を大田原宿に設置。
- 1879年（明治12年）
  - 2ヶ所ずつ存在した岩崎村、滝村、和田村、富山村、野上村、向田村がそれぞれ西岩崎村（現那須塩原市）、東岩崎村（現那須町）、北滝村（現大田原市）、南滝村（現那須烏山市）、南和田村（現さくら市）、北和田村（現那須塩原市）、西富山村（現那須塩原市）、東富山村（現那珂川町）、北野上村（現大田原市）、南野上村（現那須烏山市）、南向田村（現那須烏山市）、北向田村（現那珂川町）に改称。
  - 大和久村（現大田原市）が北大和久村に改称。
- 1880年（明治13年） - 那須開墾社が起立。（6町1宿223村）[16]
- 1881年（明治14年） - 青木開墾、埼玉開墾、佐野開墾、那須東原天蚕場、加治屋開墾が起立。（6町1宿228村）[16]
- 1882年（明治15年） - 三島村が起立。（6町1宿229村）
- 1883年（明治16年） - 共墾社が起立。（6町1宿230村）[16]
- 1885年（明治18年）（6町1宿230村）
  - 4月 - 那須農場が起立。[16]
  - 6月 - 那須農場が豊浦農場に改称。
  - 那須開墾社・加治屋開墾の区域に那須野村が起立。
- 1886年（明治19年） - 鹿畑村・倉骨村の各一部より傘松農場[17] が起立。（6町1宿231村）[16]
- 1887年（明治20年）（6町1宿233村）[16]
  - 戸田開墾が起立。
  - このころ渡辺開墾が起立。
- 1889年（明治22年） - 那須野村が西那須野村に改称。

### 町村制以降の沿革

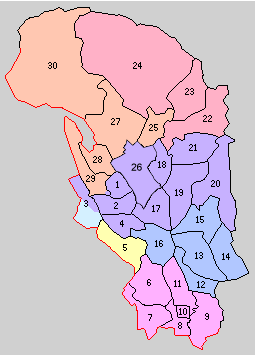
1.大田原町 2.親園村 3.野崎村 4.佐久山町 5.上江川村 6.下江川村 7.荒川村 8.向田村 9.境村 10.烏山町 11.七合村 12.西武茂村 13.武茂村 14.大内村 15.大山田村 16.那珂村 17.湯津上村 18.川西町 19.黒羽町 20.須賀川村 21.両郷村 22.伊王野村 23.芦野町 24.那須村 25.鍋掛村 26.金田村 27.東那須野村 28.狩野村 29.西那須野村 30.高林村 （紫：大田原市 橙：那須塩原市 11の一部を除く桃：那須烏山市 赤：那須町 青および11の一部：那珂川町 黄：さくら市 水色：矢板市）

- 1889年（明治22年）4月1日 - 町村制の施行により、以下の町村が発足。（6町24村）
  - 大田原町 ← 大田原宿、苅切村（現大田原市）
  - 親園村 ← 親園村、滝岡村、滝沢村、実取村、花園村、宇田川村、荻野目村（現大田原市）
  - 野崎村 ← 沢村、成田村、豊田村（現矢板市）、薄葉村、平沢村、上石上村、下石上村（現大田原市）
  - 佐久山町 ← 佐久山町、藤沢村、福原村、大神村（現大田原市）
  - 上江川村 ← 南和田村、上河戸村、下河戸村、穂積村、金枝村、鹿子畑村（現さくら市）
  - 下江川村 ← 熊田村、月次村、志鳥村、上川井村、下川井村、南大和久村、藤田村、三箇村（現那須烏山市）
  - 荒川村 ← 田野倉村、小塙村、高瀬村、小河原村、森田町、東原村、大里村、曲田村、曲畑村、岩子村、大金村、宇井村、小倉村、八ヶ代村、福岡村、鴻野山村、小白井村（現那須烏山市）
  - 向田村 ← 南向田村、南野上村、落合村、神長村、南滝村（現那須烏山市）
  - 境村 ← 小原沢村、下境村、上境村、宮原村、小木須村、大木須村、横枕村、大沢村（現那須烏山市）
  - 烏山町（単独町制。現那須烏山市）
  - 七合村 ← 大桶村、興野村、滝田村、谷浅見村、中山村（現那須烏山市）、白久村（現那須烏山市・現那珂川町）、谷田村（現那珂川町）
  - 西武茂村 ← 久那瀬村、松野村、東富山村、三河又新田、北向田村（現那珂川町）
  - 武茂村 ← 馬頭村、健武村、矢又村、小口村、和見村（現那珂川町）
  - 大内村 ← 谷川村、盛泉村、大内村、大那地村（現那珂川町）
  - 大山田村 ← 小砂村、大山田下郷、大山田上郷（現那珂川町）
  - 那珂村 ← 小川村、吉田村、高岡村、片平村、東戸田村、三輪村、恩田村、薬利村、芳井村、浄法寺村（現那珂川町）
  - 湯津上村 ← 湯津上村、佐良土村、蛭田村、蛭畑村、小船渡村、狭原村、新宿村、片府田村、傘松農場（現大田原市）
  - 川西町 ← 黒羽向町、大豆田村、余瀬村、蜂巣村、檜木沢村、寒井村（現大田原市）
  - 黒羽町 ← 黒羽田町、北滝村、八塩村、前田村、堀之内村、北野上村、片田村、亀久村、矢倉村（現大田原市）
  - 須賀川村 ← 須賀川村、須佐木村、雲巌寺村、川上村、南方村（現大田原市）
  - 両郷村 ← 両郷村、寺宿村、木佐美村、河原村、大久保村、久野又村、中之内村、川田村、大輪村（現大田原市）
  - 伊王野村 ← 伊王野村、稲沢村、梁瀬村、沼井村、睦家村、東岩崎村、大和須村、梓村、大畑村、蓑沢村（現那須町）
  - 芦野町 ← 芦野町、富岡村、寄居村、横岡村および豊原村の一部（現那須町）
  - 那須村 ← 高久村、大島村、漆塚村、湯本村および豊原村の大部分、寺子村の一部（現那須町）
  - 鍋掛村 ← 鍋掛村、越堀村、野間村、寺子村の一部（現那須塩原市）
  - 金田村 ← 中田原村、小滝村、乙連沢村、練貫村、市野沢村、富池村、羽田村、南金丸村、北金丸村、鹿畑村、倉骨村、赤瀬村、北大和久村、奥沢村、上奥沢村、町島村、今泉村、荒井村、戸ノ内村、岡村（現大田原市）
  - 東那須野村 ← 東小屋村、山中新田、三本木村、沼野田和村、木曽畑中村、下中野村、上中野村、島方村、大原間村、上大塚新田、沓掛村、上厚崎村、下厚崎村、前弥六村、北弥六村、笹沼村、上郷屋村、波立村、中内村、無栗屋村、塩野崎村、鹿ノ崎村、唐杉村、北和田村、黒磯村、小結村、鳥ノ目村、豊浦農場、埼玉開墾、共墾社、佐野開墾、渡辺開墾、那須東原天蚕場（現那須塩原市）
  - 狩野村 ← 三島村、石林村、南郷屋村、東関根村、西富山村、東遅沢村、西遅沢村、槻沢村、高柳村、井口村、関根村（現那須塩原市）
  - 西那須野村（単独村制。現那須塩原市）
  - 高林村 ← 高林村、百村、洞島村、箕輪村、亀山村、西岩崎村、細竹村、箭坪村、油井村、板室村、木綿畑村、鴫内村、湯宮村、青木開墾、戸田開墾（現那須塩原市）
- 1891年（明治24年）5月29日 - 武茂村が町制施行・改称して馬頭町となる。（7町23村）
- 1895年（明治28年）4月28日 - 西武茂村が武茂村に改称。
- 1897年（明治30年）7月1日 - 郡制を施行。
- 1912年（明治45年）4月1日 - 東那須野村の一部（大字黒磯・豊浦・上厚崎・下厚崎・埼玉・鳥の目・小結・東原・渡辺・共墾社）が分立して黒磯町が発足。（8町23村）
- 1923年（大正12年）4月1日 - 郡会が廃止。郡役所は存続。
- 1926年（大正15年）7月1日 - 郡役所が廃止。以降は地域区分名称となる。
- 1932年（昭和7年）4月1日 - 西那須野村が町制施行して西那須野町となる。（9町22村）
- 1938年（昭和13年）7月1日 - 那珂村が町制施行・改称して小川町となる。（10町21村）
- 1954年（昭和29年）3月31日 - 烏山町・向田村・境村・七合村が合併し、改めて烏山町が発足。（10町18村）
  - 6月1日 - 下江川村・荒川村が合併して南那須村が発足。（10町17村）
  - 7月1日 - 馬頭町・武茂村・大内村・大山田村が合併し、改めて馬頭町が発足。（10町14村）
  - 11月3日 - 芦野町・伊王野村・那須村が合併して那須町が発足。（10町12村）
  - 12月1日 - 大田原町・親園村・金田村が合併して大田原市が発足し、郡より離脱。（9町10村）
  - 12月31日 - 野崎村の一部（大字薄葉・平沢・上石上・下石上）が大田原市、残部（大字沢・豊田・成田）が塩谷郡矢板町（現矢板市）に分割編入。（9町9村）
- 1955年（昭和30年）
  - 1月1日 - 黒磯町・鍋掛村・東那須野村・高林村が合併し、改めて黒磯町が発足。（9町6村）
  - 2月11日（8町3村）
    - 黒羽町・川西町・須賀川村・両郷村が合併し、改めて黒羽町が発足。
    - 西那須野町・狩野村が合併し、改めて西那須野町が発足。

  - 4月1日（8町2村）
    - 上江川村が塩谷郡喜連川町と合併し、改めて塩谷郡喜連川町が発足、郡より離脱。
    - 烏山町の一部（大字谷田）が小川町に編入。
    - 西那須野町の一部（大字加治屋）が大田原市に編入。

  - 11月5日 - 佐久山町が大田原市に編入。（7町2村）
- 1960年（昭和35年）4月1日 - 烏山町の一部（大字白久の一部）が小川町に編入。
- 1970年（昭和45年）11月1日 - 黒磯町が市制施行して黒磯市となり、郡より離脱。（6町2村）
- 1971年（昭和46年）9月1日 - 南那須村が町制施行して南那須町となる。（7町1村）
- 1982年（昭和57年）4月1日 - 塩谷郡塩原町の所属郡が当郡に変更。（8町1村）
- 2005年（平成17年）
  - 1月1日 - 西那須野町・塩原町が黒磯市と合併して那須塩原市が発足し、郡より離脱。（6町1村）
  - 10月1日（2町）
    - 黒羽町・湯津上村が大田原市に編入。
    - 南那須町・烏山町が合併して那須烏山市が発足し、郡より離脱。
    - 馬頭町・小川町が合併して那珂川町が発足。

### 変遷表
| 明治22年4月1日 | 明治22年 - 大正15年              | 明治22年 - 大正15年              | 昭和1年 - 昭和19年 | 昭和20年 - 昭和29年                 | 昭和20年 - 昭和29年                 | 昭和30年 - 昭和64年                                                                                 | 昭和30年 - 昭和64年                                                                                 | 平成1年 - 現在                | 現在       |
| -------------- | -------------------------------- | -------------------------------- | ------------------ | ----------------------------------- | ----------------------------------- | --------------------------------------------------------------------------------------------------- | --------------------------------------------------------------------------------------------------- | ----------------------------- | ---------- |
| 塩谷郡 塩原村  | 大正8年4月1日 町制               | 大正8年4月1日 町制               | 塩谷郡 塩原町      | 塩谷郡 塩原町                       | 塩谷郡 塩原町                       | 昭和31年9月1日 塩原町                                                                               | 昭和57年4月1日 那須郡に移行                                                                         | 平成17年1月1日 那須塩原市     | 那須塩原市 |
| 箒根村         | 箒根村                           | 箒根村                           | 箒根村             | 箒根村                              | 箒根村                              | 昭和31年9月1日 塩原町                                                                               | 昭和57年4月1日 那須郡に移行                                                                         | 平成17年1月1日 那須塩原市     | 那須塩原市 |
| 東那須野村     | 東那須野村                       | 東那須野村                       | 東那須野村         | 東那須野村                          | 東那須野村                          | 昭和30年1月1日 黒磯町                                                                               | 昭和45年11月1日 市制                                                                                | 平成17年1月1日 那須塩原市     | 那須塩原市 |
| 東那須野村     | 明治45年4月1日 黒磯町            | 明治45年4月1日 黒磯町            | 黒磯町             | 黒磯町                              | 黒磯町                              | 昭和30年1月1日 黒磯町                                                                               | 昭和45年11月1日 市制                                                                                | 平成17年1月1日 那須塩原市     | 那須塩原市 |
| 鍋掛村         | 鍋掛村                           | 鍋掛村                           | 鍋掛村             | 鍋掛村                              | 鍋掛村                              | 昭和30年1月1日 黒磯町                                                                               | 昭和45年11月1日 市制                                                                                | 平成17年1月1日 那須塩原市     | 那須塩原市 |
| 高林村         | 高林村                           | 高林村                           | 高林村             | 高林村                              | 高林村                              | 昭和30年1月1日 黒磯町                                                                               | 昭和45年11月1日 市制                                                                                | 平成17年1月1日 那須塩原市     | 那須塩原市 |
| 狩野村         | 狩野村                           | 狩野村                           | 狩野村             | 狩野村                              | 狩野村                              | 昭和30年2月11日 西那須野町と合併                                                                    | 昭和30年2月11日 西那須野町と合併                                                                    | 平成17年1月1日 那須塩原市     | 那須塩原市 |
| 西那須野村     | 西那須野村                       | 西那須野村                       | 昭和7年4月1日 町制 | 西那須野町                          | 西那須野町                          | 西那須野町                                                                                          | 西那須野町                                                                                          | 平成17年1月1日 那須塩原市     | 那須塩原市 |
| 西那須野村     | 西那須野村                       | 西那須野村                       | 昭和7年4月1日 町制 | 西那須野町                          | 西那須野町                          | 昭和30年4月1日 西那須野町の一部（加治屋）大田原市に編入                                             | 昭和30年4月1日 西那須野町の一部（加治屋）大田原市に編入                                             | 大田原市                      | 大田原市   |
| 佐久山町       | 佐久山町                         | 佐久山町                         | 佐久山町           | 佐久山町                            | 佐久山町                            | 昭和30年11月５日 大田原市に編入                                                                     | 昭和30年11月５日 大田原市に編入                                                                     | 大田原市                      | 大田原市   |
| 金田村         | 金田村                           | 金田村                           | 金田村             | 昭和29年12月1日 大田原市            | 昭和29年12月1日 大田原市            | 大田原市                                                                                            | 大田原市                                                                                            | 大田原市                      | 大田原市   |
| 親園村         | 親園村                           | 親園村                           | 親園村             | 昭和29年12月1日 大田原市            | 昭和29年12月1日 大田原市            | 大田原市                                                                                            | 大田原市                                                                                            | 大田原市                      | 大田原市   |
| 大田原町       | 大田原町                         | 大田原町                         | 大田原町           | 昭和29年12月1日 大田原市            | 昭和29年12月1日 大田原市            | 大田原市                                                                                            | 大田原市                                                                                            | 大田原市                      | 大田原市   |
| 黒羽町         | 黒羽町                           | 黒羽町                           | 黒羽町             | 黒羽町                              | 黒羽町                              | 昭和30年2月11日 黒羽町                                                                              | 昭和30年2月11日 黒羽町                                                                              | 平成17年1月1日 大田原市に編入 | 大田原市   |
| 川西町         | 川西町                           | 川西町                           | 川西町             | 川西町                              | 川西町                              | 昭和30年2月11日 黒羽町                                                                              | 昭和30年2月11日 黒羽町                                                                              | 平成17年1月1日 大田原市に編入 | 大田原市   |
| 須賀川村       | 須賀川村                         | 須賀川村                         | 須賀川村           | 須賀川村                            | 須賀川村                            | 昭和30年2月11日 黒羽町                                                                              | 昭和30年2月11日 黒羽町                                                                              | 平成17年1月1日 大田原市に編入 | 大田原市   |
| 両郷村         | 両郷村                           | 両郷村                           | 両郷村             | 両郷村                              | 両郷村                              | 昭和30年2月11日 黒羽町                                                                              | 昭和30年2月11日 黒羽町                                                                              | 平成17年1月1日 大田原市に編入 | 大田原市   |
| 湯津上村       | 湯津上村                         | 湯津上村                         | 湯津上村           | 湯津上村                            | 湯津上村                            | 湯津上村                                                                                            | 湯津上村                                                                                            | 平成17年1月1日 大田原市に編入 | 大田原市   |
| 野崎村         | 野崎村                           | 野崎村                           | 野崎村             | 昭和29年12月31日 大田原市に一部編入 | 昭和29年12月31日 大田原市に一部編入 | 大田原市                                                                                            | 大田原市                                                                                            | 大田原市                      | 大田原市   |
| 野崎村         | 野崎村                           | 野崎村                           | 野崎村             | 昭和29年12月31日 矢板町に一部編入   | 昭和29年12月31日 矢板町に一部編入   | 昭和33年11月1日 市制                                                                                | 昭和33年11月1日 市制                                                                                | 矢板市                        | 矢板市     |
| 上江川村       | 上江川村                         | 上江川村                         | 上江川村           | 上江川村                            | 上江川村                            | 昭和30年4月1日 塩谷郡 喜連川町                                                                      | 昭和30年4月1日 塩谷郡 喜連川町                                                                      | 平成17年3月28日 さくら市      | さくら市   |
| 芦野町         | 芦野町                           | 芦野町                           | 芦野町             | 昭和29年11月3日 那須町              | 昭和29年11月3日 那須町              | 那須町                                                                                              | 那須町                                                                                              | 那須町                        | 那須町     |
| 那須村         | 那須村                           | 那須村                           | 那須村             | 昭和29年11月3日 那須町              | 昭和29年11月3日 那須町              | 那須町                                                                                              | 那須町                                                                                              | 那須町                        | 那須町     |
| 伊王野村       | 伊王野村                         | 伊王野村                         | 伊王野村           | 昭和29年11月3日 那須町              | 昭和29年11月3日 那須町              | 那須町                                                                                              | 那須町                                                                                              | 那須町                        | 那須町     |
| 大内村         | 大内村                           | 大内村                           | 大内村             | 昭和29年7月1日 馬頭町               | 昭和29年7月1日 馬頭町               | 馬頭町                                                                                              | 馬頭町                                                                                              | 平成17年10月1日 那珂川町      | 那珂川町   |
| 大山田村       | 大山田村                         | 大山田村                         | 大山田村           | 昭和29年7月1日 馬頭町               | 昭和29年7月1日 馬頭町               | 馬頭町                                                                                              | 馬頭町                                                                                              | 平成17年10月1日 那珂川町      | 那珂川町   |
| 西武茂村       | 明治28年4月28日 武茂村に改称     | 明治28年4月28日 武茂村に改称     | 武茂村             | 昭和29年7月1日 馬頭町               | 昭和29年7月1日 馬頭町               | 馬頭町                                                                                              | 馬頭町                                                                                              | 平成17年10月1日 那珂川町      | 那珂川町   |
| 武茂村         | 明治24年5月29日 馬頭町に町制改称 | 明治24年5月29日 馬頭町に町制改称 | 馬頭町             | 昭和29年7月1日 馬頭町               | 昭和29年7月1日 馬頭町               | 馬頭町                                                                                              | 馬頭町                                                                                              | 平成17年10月1日 那珂川町      | 那珂川町   |
| 那珂村         | 昭和13年7月1日 小川町に町制改称  | 昭和13年7月1日 小川町に町制改称  | 小川町             | 小川町                              | 小川町                              | 小川町                                                                                              | 小川町                                                                                              | 平成17年10月1日 那珂川町      | 那珂川町   |
| 七合村         | 七合村                           | 七合村                           | 七合村             | 昭和29年7月1日 烏山町               | 昭和29年7月1日 烏山町               | 昭和30年4月1日 旧七合村の一部（谷田）小川町に編入 昭和35年4月1日 旧七合村の一部（白久）小川町に編入 | 昭和30年4月1日 旧七合村の一部（谷田）小川町に編入 昭和35年4月1日 旧七合村の一部（白久）小川町に編入 | 平成17年10月1日 那珂川町      | 那珂川町   |
| 七合村         | 七合村                           | 七合村                           | 七合村             | 昭和29年7月1日 烏山町               | 昭和29年7月1日 烏山町               | 烏山町                                                                                              | 烏山町                                                                                              | 平成17年10月1日 那須烏山市    | 那須烏山市 |
| 向田村         | 向田村                           | 向田村                           | 向田村             | 昭和29年7月1日 烏山町               | 昭和29年7月1日 烏山町               | 烏山町                                                                                              | 烏山町                                                                                              | 平成17年10月1日 那須烏山市    | 那須烏山市 |
| 境村           | 境村                             | 境村                             | 境村               | 昭和29年7月1日 烏山町               | 昭和29年7月1日 烏山町               | 烏山町                                                                                              | 烏山町                                                                                              | 平成17年10月1日 那須烏山市    | 那須烏山市 |
| 烏山町         | 烏山町                           | 烏山町                           | 烏山町             | 昭和29年7月1日 烏山町               | 昭和29年7月1日 烏山町               | 烏山町                                                                                              | 烏山町                                                                                              | 平成17年10月1日 那須烏山市    | 那須烏山市 |
| 下江川村       | 下江川村                         | 下江川村                         | 下江川村           | 昭和29年6月1日 南那須村             | 昭和29年6月1日 南那須村             | 昭和46年9月1日 町制                                                                                 | 昭和46年9月1日 町制                                                                                 | 平成17年10月1日 那須烏山市    | 那須烏山市 |
| 荒川村         | 荒川村                           | 荒川村                           | 荒川村             | 昭和29年6月1日 南那須村             | 昭和29年6月1日 南那須村             | 昭和46年9月1日 町制                                                                                 | 昭和46年9月1日 町制                                                                                 | 平成17年10月1日 那須烏山市    | 那須烏山市 |

## 行政
歴代郡長
特記なき場合『那須郡誌』による。
| 代 | 氏名       | 就任年月日                 | 退任年月日                | 備考                   |
| -- | ---------- | -------------------------- | ------------------------- | ---------------------- |
| 1  | 藤田吉亨   | 明治11年（1878年）11月11日 |                           |                        |
| 2  | 荒賀直哉   | 明治17年（1884年）12月16日 |                           |                        |
| 3  | 坂部教宜   | 明治18年（1885年）2月18日  |                           |                        |
| 4  | 安藤小次郎 | 明治19年（1886年）8月25日  |                           |                        |
| 5  | 長井高明   | 明治28年（1895年）5月2日   |                           |                        |
| 6  | 坂部教宜   | 明治29年（1896年）7月24日  |                           | 再任                   |
| 7  | 磯部正勝   | 明治30年（1897年）12月22日 |                           |                        |
| 8  | 中森茂八   | 明治31年（1898年）8月30日  |                           |                        |
| 9  | 深田錠八   | 明治32年（1899年）4月8日   |                           |                        |
| 10 | 雨宮克     | 明治36年（1903年）5月27日  |                           |                        |
| 11 | 田上廉夫   | 明治39年（1906年）6月19日  |                           |                        |
| 12 | 内藤雅楽助 | 明治42年（1909年）10月5日  |                           |                        |
| 13 | 谷誠之     | 明治45年（1912年）4月20日  |                           |                        |
| 14 | 富田美次郎 | 大正3年（1914年）11月12日  |                           |                        |
| 15 | 柴田四郎   | 大正8年（1919年）8月2日    |                           |                        |
| 16 | 臼井友四郎 | 大正13年（1924年）2月19日  | 大正15年（1926年）6月30日 | 郡役所廃止により、廃官 |